# Luis Fuentes (Fußballspieler, 1995)
Luis Humberto Fuentes Jiménez (* 21. März 1995 in Rancagua) ist ein chilenischer Fußballspieler.

## Karriere
Luis Fuentes begann 2014 seine Profikarriere beim CD O’Higgins, wo er bereits in der Jugend gespielt hatte. Beim Klub aus Rancagua konnte er sich allerdings nicht durchsetzen und wurde erst an Deportes Colchagua, 2017 dann an General Velásquez verliehen. Im Jahr 2018 wechselte er zu Deportes Rengo und spielte auch weiterhin bei unterklassigen Teams. Beim CD Cobreloa lief er 2020 und 2021 nochmal in der Primera B auf.

## Erfolge
General Velásquez
- Meister der Tercera A: 2017

## Sonstiges
Sein Zwillingsbruder Juan ist ebenfalls Profifußballspieler.